# Rutana
Rutana è un comune del Burundi situato nella provincia di Rutana con 55 177 abitanti (censimento 2008).

## Geografia antropica

### Suddivisioni amministrative
Il comune è suddiviso in 23 colline.